# Kero Kero Bonito
Kero Kero Bonito (también abreviados como KKB) es una banda británica de pop/rock/electrónica formada en el 2011 por la cantante británica de ascendencia japonesa: Sarah Midori Perry "Bonito" (vocal), Gus Lobban (batería, teclado, producción, sampler, vocal de apoyo) y Jamie Bulled (guitarra eléctrica, teclado, bajo, sampler, producción). El nombre del grupo proviene de una ambiguación japonesa originada de unas onomatopeyas de los animales de la rana y de un pez.
El grupo posee influencias de la cantante japonesa de pop: Kyary Pamyu Pamyu, pero también de los grupos vanguardistas de rock como: Slowdive, Mount Eerie, My Bloody Valentine, Cansei de Ser Sexy, Saint Etienne y Death Grips.
La temática de la música de Kero Kero Bonito principalmente se basa en la cultura japonesa. También tiene toques influyentes del dancehall, noise pop y hip hop.

## Integrantes

### Formación actual
- Sarah Midori Perry "Bonito" - vocal
- Gus Lobban - batería, teclados, sampler, producción, vocal de apoyo
- Jamie Bulled - guitarra, bajo, teclado, sampler, producción

## Discografía

### Álbumes de estudio
| Nombre                   | Fecha de lanzamiento                                | Disquera                                                             |
| ------------------------ | --------------------------------------------------- | -------------------------------------------------------------------- |
| Bonito Generation        | 21 de octubre del 2016 17 de julio del 2017 (Japón) | Double Denim Sony Music Entertainment Polyvinyl Records (re-edición) |
| Time 'n' Place           | 10 de octubre del 2018                              | Polyvinyl Records                                                    |
| Civilisation (miniálbum) | 10 de septiembre del 2021                           | Polyvinyl Records                                                    |

### EP
| Nombre           | Fecha de lanzamiento      | Disquera          |
| ---------------- | ------------------------- | ----------------- |
| Bonito Recycling | 29 de septiembre del 2014 | Double Denim      |
| Bonito Retakes   | 30 de mayo del 2017       | Double Denim      |
| TOTEP            | 20 de febrero del 2018    | Polyvinyl Records |
| Civilisation I   | 30 de septiembre del 2019 | Polyvinyl Records |
| Civilisation II  | 21 de abril del 2021      | Polyvinyl Records |

### Mixtapes
| Nombre       | Fecha de lanzamiento                                            | Disquera     |
| ------------ | --------------------------------------------------------------- | ------------ |
| Intro Bonito | 30 de septiembre del 2013 25 de agosto del 2014 (relanzamiento) | Double Denim |

### Sencillos
| Nombre                   | Fecha de lanzamiento      | ´Álbum             |
| ------------------------ | ------------------------- | ------------------ |
| Weapons Grade            | 25 de diciembre del 2011  | Sencillo sin álbum |
| (Getting to) The Top     | 22 de enero del 2012      | Sencillo sin álbum |
| Coursework Story         | 8 de enero del 2012       | Sencillo sin álbum |
| Ms. World                | 31 de enero del 2012      | Sencillo sin álbum |
| Laser Quest              | 10 de abril del 2012      | Sencillo sin álbum |
| Fortune teller           | 7 de septiembre del 2012  | Sencillo sin álbum |
| Dancing in The Street    | 21 de diciembre del 2012  | Sencillo sin álbum |
| Wherever You Go          | 8 de abril del 2013       | Sencillo sin álbum |
| Why Aren't You Dancing?  | 17 de abril del 2013      | Sencillo sin álbum |
| Flamingo                 | 23 de septiembre del 2014 | Sencillo sin álbum |
| Build It Up              | 17 de noviembre del 2014  | Sencillo sin álbum |
| Picture This             | 10 de marzo del 2015      | Bonito Generation  |
| Chicken                  | 17 de agosto del 2015     | Sencillo sin álbum |
| Lipslap                  | 23 de febrero del 2016    | Bonito Generation  |
| Break                    | 13 de junio del 2016      | Bonito Generation  |
| Graduation               | 23 de agosto del 2016     | Bonito Generation  |
| Trampoline               | 26 de septiembre del 2016 | Bonito Generation  |
| Forever Summer Holiday   | 29 de julio del 2017      | Bonito Generation  |
| Rock n Roll Star         | 1 de septiembre del 2017  | Sencillo sin álbum |
| Only Acting              | 12 de febrero del 2018    | Time 'n' Place     |
| Make Believe             | 17 de septiembre del 2018 | Time 'n' Place     |
| Time Today               | 1 de octubre del 2018     | Time 'n' Place     |
| Swimming                 | 25 de febrero del 2019    | Time 'n' Place     |
| When The Fires Come      | 9 de septiembre del 2019  | Civilisation I     |
| It's Bugsnax!            | 20 de julio del 2020      | Sencillo sin álbum |
| The Princess & The Clock | 24 de febrero del 2021    | Civilisation II    |
| The Sneaker Dance        | 16 de noviembre del 2021  | Sencillo sin álbum |